# Список глав государств в 1960 году
| 1959 ← Список глав государств по годам → 1961 |

В списке перечислены лидеры государств по состоянию на 1960 год. В том случае, если ведущую роль в государстве играет коммунистическая партия, указан как де-юре глава государства — председатель высшего органа государственной власти, так и де-факто — глава коммунистической партии.
Цветом выделены страны, в которых в данном году произошли смены власти вследствие следующих событий:
- Получение страной независимости;
- Военный переворот, революция, всеобщее восстание ;
- Президентские выборы;
- парламентские выборы, парламентский кризис;
- Смерть одного из руководителей страны;
- Иные причины.

## Азия
|                                                          | Арабские эмираты (протектораты Великобритании)                         |                                                                        |                                                                    | | |  |
|                                                          |                                                                        | Абу-Даби                                                               | Эмир                                                               | Шахбут ибн Султан Аль Нахайян | 1928 год—1966 год |  |
|                                                          | Аджман                                                                 | Эмир                                                                   | Рашид III ибн Хумайд                                               | 1928 год—1981 год | |  |
|                                                          | Дубай                                                                  | Шейх                                                                   | Рашид ибн Саид Аль Мактум                                          | 1958 год—1971 год | |  |
|                                                          | Рас-эль-Хайма                                                          | Эмир                                                                   | Сакр ибн Мухаммад                                                  | 1948 год—2010 год | |  |
|                                                          | Умм-эль-Кайвайн                                                        | Эмир                                                                   | Ахмад II бин Рашид аль-Муалла                                      | 1929 год—1981 год | |  |
|                                                          | Эль-Фуджайра                                                           | Шейх                                                                   | Мохаммед бин Хамад                                                 | 1938 год—1974 год | |  |
|                                                          | Шарджа                                                                 | Шейх                                                                   | Сакр III бин Султан                                                | 1951 год—1965 год | |  |
|                                                          | Афганистан                                                             | Афганистан                                                             | Король                                                             | Захир-шах | 1933 год—1973 год |  |
| Премьер-министр                                          | Афганистан                                                             | Афганистан                                                             | Мухаммед Дауд                                                      | 1953 год—1963 год, 1973 год—1978 год | |  |
|                                                          | Бахрейн (протекторат Великобритании)                                   | Бахрейн (протекторат Великобритании)                                   | Хаким                                                              | Салман ибн Хамад Аль Халифа | 1942 год—1961 год |  |
|                                                          | Союз Бирма                                                             | Союз Бирма                                                             | Президент                                                          | Вин Маун | 1957 год—1962 год |  |
| Премьер-министр                                          | Союз Бирма                                                             | Союз Бирма                                                             | Не Вин У Ну                                                        | (1958 год—1960 год, 1962 год—1974 год) (1948 год—1956 год, 1957 год—1958 год, 1960 год—1962 год)                                                 | |  |
| Флаг Брунея                                              | Бруней (протекторат Великобритании)                                    | Бруней (протекторат Великобритании)                                    | Султан                                                             | Омар Али Сайфуддин III | 1950 год—1967 год |  |
|                                                          | Бутан                                                                  | Бутан                                                                  | Король                                                             | Джигме Дорджи Вангчук | 1952 год—1972 год |  |
|                                                          | Республика Вьетнам                                                     | Республика Вьетнам                                                     | Президент                                                          | Нго Динь Зьем | 1955 год—1963 год |  |
|                                                          | Демократическая Республика Вьетнам                                     | Демократическая Республика Вьетнам                                     | Председатель ЦК Партии трудящихся Вьетнама                         | Хо Ши Мин | 1951 год—1969 год |  |
| Президент                                                | Демократическая Республика Вьетнам                                     | Демократическая Республика Вьетнам                                     | 1945 год—1969 год                                                  | Хо Ши Мин | |  |
| Премьер-министр                                          | Демократическая Республика Вьетнам                                     | Демократическая Республика Вьетнам                                     | Фам Ван Донг                                                       | 1955 год—1976 год | |  |
| Флаг Израиля                                             | Израиль                                                                | Израиль                                                                | Президент                                                          | Ицхак Бен-Цви | 1952 год—1963 год |  |
| Флаг Израиля                                             | Израиль                                                                | Израиль                                                                | Премьер-министр                                                    | Давид Бен-Гурион | 1948 год—1954 год, 1955 год—1963 год |  |
|                                                          | Индия                                                                  | Индия                                                                  | Президент                                                          | Раджендра Прасад | 1950 год—1962 год |  |
| Премьер-министр                                          | Индия                                                                  | Индия                                                                  | Джавахарлал Неру                                                   | 1947 год—1964 год | |  |
| Флаг Индонезии                                           | Индонезия                                                              | Индонезия                                                              | Президент                                                          | Сукарно | 1945 год—1949 год, 1950 год—1967 год |  |
| Флаг Иордании                                            | Иордания                                                               | Иордания                                                               | Король                                                             | Хусейн ибн Талал | 1952 год—1999 год |  |
| Флаг Иордании                                            | Иордания                                                               | Иордания                                                               | Премьер-министр                                                    | Хазза аль-Маджали Бахджат ат-Тальхуни | (1955 год, 1959 год—1960 год) (1960 год—1962 год, 1964 год—1965 год, 1967 год—1969 год, 1969 год—1970 год) |  |
|                                                          | Ирак                                                                   | Ирак                                                                   | Президент                                                          | Мухаммед Наджиб ар-Рубаи | 1958 год—1963 год |  |
| Премьер-министр                                          | Ирак                                                                   | Ирак                                                                   | Абдель Керим Касем                                                 | 1958 год—1963 год | |  |
|                                                          | Иран                                                                   | Иран                                                                   | Шах                                                                | Мохаммед Реза Пехлеви | 1941 год—1979 год |  |
| Премьер-министр                                          | Иран                                                                   | Иран                                                                   | Манучехр Эгбал Джафар Шариф-Эмами                                  | 1957 год—1960 год (1960 год—1961 год, 1978 год)                                                                                                  | |  |
|                                                          | Йеменское королевство                                                  | Йеменское королевство                                                  | Король                                                             | Ахмед бен Яхья Хамидаддин | 1948 год—1962 год |  |
|                                                          | Йеменские султанаты и шейхства (протекторат Великобритании Аден)       |                                                                        |                                                                    | | |  |
|                                                          |                                                                        | Алави                                                                  | Шейх                                                               | Салих ибн Сайель аль-Алави | 1940 год—1967 год |  |
|                                                          | Акраби                                                                 | Шейх                                                                   | Махмуд ибн Мухаммад аль-Акраби                                     | 1957 год—1967 год | |  |
|                                                          | Аудхали                                                                | султан                                                                 | Салих ибн Аль-Хусейн                                               | 1928 год—1967 год | |  |
|                                                          | Верхний Аулаки                                                         | Султан                                                                 | Авад ибн Салих                                                     | 1935 год—1967 год | |  |
|                                                          | Верхняя Яфа                                                            | Султан                                                                 | Мухаммад II бин Салих аль-Хархара                                  | 1948 год—1967 год | |  |
|                                                          | Дали                                                                   | Эмир                                                                   | Шафауль III бин Али аль-Амири                                      | 1954 год—1967 год | |  |
|                                                          | Касири                                                                 | Султан                                                                 | Аль-Хусейн ибн Али                                                 | 1949 год—1967 год | |  |
|                                                          | Куайти                                                                 | Султан                                                                 | Авад II ибн Салех аль-Куайти                                       | 1956 год—1966 год | |  |
|                                                          | Лахедж                                                                 | Султан                                                                 | Фадл VI ибн Абд аль-Карим                                          | 1958 год—1967 год | |  |
|                                                          | Мафлахи                                                                | Шейх                                                                   | Аль-Касим ибн Абд аль-Рахман                                       | 1920 год—1967 год | |  |
|                                                          | Нижний Аулаки                                                          | Султан                                                                 | Насир III ибн Айдарус аль-Аулаки                                   | 1947 год—1967 год | |  |
|                                                          | Нижняя Яфа                                                             | Cултан                                                                 | Махмуд ибн Айдарус аль-Афифи                                       | 1958 год—1967 год | |  |
|                                                          | Фадли                                                                  | Cултан                                                                 | Абдаллах IV бин Усман аль-Фадли                                    | 1941 год—1962 год | |  |
|                                                          | Шаиб                                                                   | Шейх                                                                   | Яхья ибн Мухаммад аль-Саклади                                      | 1955 год—1963 год | |  |
|                                                          | Камбоджа                                                               | Камбоджа                                                               | Король                                                             | Нородом Сурамарит | 1955 год—1960 год |  |
| Глава государства                                        | Камбоджа                                                               | Камбоджа                                                               | Сисоват Монирет Чуоп Хелл Нородом Сианук                           | 1960 год 1960 год 1960 год—1970 год | |  |
| Премьер-министр                                          | Камбоджа                                                               | Камбоджа                                                               | Нородом Сианук Фо Прюнг                                            | (1945 год, 1950 год, 1952 год—1953 год, 1954 год, 1955 год—1956 год, 1956 год, 1957 год, 1958 год—1960 год, 1961 год—1962 год) 1960 год—1961 год | |  |
|                                                          | Катар (протекторат Великобритании)                                     | Катар (протекторат Великобритании)                                     | Эмир                                                               | Али бин Абдалла Аль Тани Ахмад бин Али Аль Тани                                                                                                  | 1949 год—1960 год 1960 год—1972 год |  |
|                                                          | Кипр Британская колония, получившая независимость 16 августа 1960 года | Кипр Британская колония, получившая независимость 16 августа 1960 года | Президент                                                          | Архиепископ Макариос III | 1960 год—1974 год 1974 год—1977 год |  |
|                                                          | Китайская Народная Республика                                          | Китайская Народная Республика                                          | Генеральный секретарь ЦК Коммунистической партии Китая             | Мао Цзэдун | 1943 год—1976 год |  |
| Председатель                                             | Китайская Народная Республика                                          | Китайская Народная Республика                                          | Лю Шаоци                                                           | 1959 год—1968 год | |  |
| Премьер Госсовета                                        | Китайская Народная Республика                                          | Китайская Народная Республика                                          | Чжоу Эньлай                                                        | 1949 год—1976 год | |  |
|                                                          | Китайская Республика (Тайвань)                                         | Китайская Республика (Тайвань)                                         | Президент                                                          | Чан Кайши | 1950 год—1975 год |  |
| Председатель Исполнительного Юаня                        | Китайская Республика (Тайвань)                                         | Китайская Республика (Тайвань)                                         | Чэнь Чэн                                                           | 1950 год—1954 год, 1958 год—1963 год | |  |
|                                                          | Корейская Народно-Демократическая Республика                           | Корейская Народно-Демократическая Республика                           | Председатель ЦК Трудовой партии Кореи                              | Ким Ир Сен | 1949 год—1966 год |  |
| Председатель кабинета министров                          | Корейская Народно-Демократическая Республика                           | Корейская Народно-Демократическая Республика                           | 1948 год—1972 год                                                  | Ким Ир Сен | |  |
| Председатель Президиума Верховного народного собрания    | Корейская Народно-Демократическая Республика                           | Корейская Народно-Демократическая Республика                           | Чхве Ён Гон                                                        | 1957 год—1972 год | |  |
|                                                          | Кувейт (протекторат Великобритании)                                    | Кувейт (протекторат Великобритании)                                    | Шейх                                                               | Абдалла ас-Салем ас-Сабах (Абдалла III) | 1950 год—1961 год |  |
|                                                          | Лаос                                                                   | Лаос                                                                   | Король                                                             | Саванг Ватхана | 1959 год—1975 год |  |
| Премьер-министр                                          | Лаос                                                                   | Лаос                                                                   | Сунтон Патамнавонг Ку Абхай Тяо Самсанит Суванна Фума Бун Ум       | 1959 год—1960 год 1960 год (1951 год—1954 год, 1956 год—1958 год, 1960 год, 1962 год—1975 год) (1949 год—1950 год, 1960 год—1962 год)            | |  |
| Флаг Ливана                                              | Ливан                                                                  | Ливан                                                                  | Президент                                                          | Фуад Шехаб | 1952 год, 1958 год—1964 год |  |
| Флаг Ливана                                              | Ливан                                                                  | Ливан                                                                  | Премьер-министр                                                    | Рашид Караме Ахмед Даук Саиб Салам | (1955 год—1956 год, 1958 год—1960 год, 1961 год—1964 год, 1965 год—1966 год, 1966 год—1968 год, 1969 год—1970 год, 1975 год—1976 год, 1984 год—1987 год) 1960 год (1952 год, 1953 год, 1960 год—1961 год, 1970 год—1973 год) |  |
|                                                          | Малайская Федерация                                                    | Малайская Федерация                                                    | Янг ди-Пертуан Агонг (Верховный глава)                             | Абдул Рахман Хисамуддин Сайед Путра | 1957 год—1960 год 1960 год 1960 год—1965 год |  |
| Премьер-министр                                          | Малайская Федерация                                                    | Малайская Федерация                                                    | Абдул Рахман                                                       | 1957 год—1970 год | |  |
|                                                          | Мальдивы (протекторат Великобритании)                                  | Мальдивы (протекторат Великобритании)                                  | Король                                                             | Мухаммед Фарид Диди | 1954 год—1968 год |  |
| Премьер-министр                                          | Мальдивы (протекторат Великобритании)                                  | Мальдивы (протекторат Великобритании)                                  | Ибрагим Насир                                                      | 1957 год—1968 год | |  |
|                                                          | Монгольская Народная Республика                                        | Монгольская Народная Республика                                        | Первый секретарь ЦК Монгольской народной партии                    | Юмжагийн Цеденбал | 1958 год—1984 год |  |
| Председатель Совета министров                            | Монгольская Народная Республика                                        | Монгольская Народная Республика                                        | 1952 год—1974 год                                                  | Юмжагийн Цеденбал | |  |
| Председатель Президиума Великого Государственного Хурала | Монгольская Народная Республика                                        | Монгольская Народная Республика                                        | Жамсарангийн Самбу                                                 | 1954 год—1972 год | |  |
|                                                          | Непал                                                                  | Непал                                                                  | Король                                                             | Махендра | 1955 год—1972 год |  |
| Премьер-министр                                          | Непал                                                                  | Непал                                                                  | Бишвешвар Прасад Коирала Тулси Гири                                | 1959 год—1960 год (1960 год—1963 год, 1964 год—1965 год, 1975 год—1977 год)                                                                      | |  |
|                                                          | Оман (протекторат Великобритании)                                      | Оман (протекторат Великобритании)                                      | Султан                                                             | Саид бин Таймур | 1932 год—1970 год |  |
| Флаг Пакистана                                           | Пакистан                                                               | Пакистан                                                               | Президент                                                          | Мухаммед Айюб Хан | 1958 год—1969 год |  |
| Флаг Пакистана                                           |                                                                        | Дир                                                                    | Наваб                                                              | Мохаммад Шах Джахан Хан Мохаммад Шах Хосру Хан                                                                                                   | 1925 год—1960 год 1960 год—1969 год |  |
| Флаг Пакистана                                           |                                                                        | Хунза                                                                  | мир                                                                | Мухаммад Джамаль Хан | 1945 год—1974 год |  |
|                                                          | Саудовская Аравия                                                      | Саудовская Аравия                                                      | Король                                                             | Сауд ибн Абдул-Азиз | 1953 год—1964 год |  |
| Премьер-министр                                          | Саудовская Аравия                                                      | Саудовская Аравия                                                      | Фейсал ибн Абдул-Азиз Аль Сауд Сауд ибн Абдул-Азиз                 | (1954 год—1960 год, 1962 год—1975 год) (1953 год—1954 год, 1960 год—1962 год)                                                                    | |  |
|                                                          | Сикким                                                                 | Сикким                                                                 | Чогьял                                                             | Таши Намгьял | 1914 год—1963 год |  |
| Флаг Таиланда                                            | Таиланд                                                                | Таиланд                                                                | Король                                                             | Рама IX (Пхумипон Адульядет) | 1946 год—2016 год |  |
| Флаг Таиланда                                            | Таиланд                                                                | Таиланд                                                                | Премьер-министр                                                    | Сарит Танарат | 1958 год—1963 год |  |
|                                                          | Турция                                                                 | Турция                                                                 | Президент                                                          | Махмуд Джеляль Баяр Комитет национального единства                                                                                               | 1950 год—1960 год 1960 год—1961 год |  |
| Премьер-министр                                          | Турция                                                                 | Турция                                                                 | Али Аднан Мендерес Джемаль Гюрсель                                 | 1950 год—1960 год 1960 год—1961 год | |  |
|                                                          | Филиппины                                                              | Филиппины                                                              | Президент                                                          | Карлос Полестико Гарсия | 1957 год—1961 год |  |
|                                                          | Цейлон (доминион Великобритании)                                       | Цейлон (доминион Великобритании)                                       | Королева                                                           | Елизавета II | 1952 год—1972 год |  |
| Генерал-губернатор                                       | Цейлон (доминион Великобритании)                                       | Цейлон (доминион Великобритании)                                       | Оливер Эрнест Гунетиллеке                                          | 1954 год—1962 год | |  |
| Премьер-министр                                          | Цейлон (доминион Великобритании)                                       | Цейлон (доминион Великобритании)                                       | Виджаянанда Даханаяке Дадли Шелтон Сенанаяке Сиримаво Бандаранаике | 1959 год—1960 год (1952 год—1953 год, 1960 год, 1965 год—1970 год) (1960 год—1965 год, 1970 год—1977 год, 1994 год—2000 год)                     | |  |
|                                                          | Южная Корея                                                            | Южная Корея                                                            | Президент                                                          | Ли Сын Ман Хо Джон (и. о.) Квак Санхун (и. о.) Юн Бо Сон                                                                                         | 1948 год—1960 год 1960 год 1960 год—1962 год |  |
| Премьер-министр                                          | Южная Корея                                                            | Южная Корея                                                            | Хо Джон Чан Мён                                                    | 1960 год (1950 год—1952 год, 1960 год—1961 год)                                                                                                  | |  |
|                                                          | Япония                                                                 | Япония                                                                 | Император                                                          | Хирохито (император Сёва) | 1926 год—1989 год |  |
| Премьер-министр                                          | Япония                                                                 | Япония                                                                 | Нобусукэ Киси Хаято Икэда                                          | 1957 год—1960 год 1960 год—1964 год | |  |

## Африка
| Флаг                                             | Страна | Страна | Должность                                | Имя                                      | Начало и конец срока                 | Фото |
| ------------------------------------------------ | --- | --- | ---------------------------------------- | ---------------------------------------- | ------------------------------------ | ---- |
| Флаг Кот-д’Ивуара                                | Берег Слоновой Кости Французская колония, получившая независимость 7 августа 1960 года | Берег Слоновой Кости Французская колония, получившая независимость 7 августа 1960 года | Президент                                | Феликс Уфуэ-Буаньи                       | 1960 год—1993 год                    |      |
|                                                  | Буганда (протекторат Великобритании) | Буганда (протекторат Великобритании) | кабака                                   | Мутеса II                                | 1939 год—1962 год                    |      |
|                                                  | Бурунди (Подопечная территория ООН) | Бурунди (Подопечная территория ООН) | Мвами (король)                           | Мвамбутса IV                             | 1915 год—1966 год                    |      |
|                                                  | Верхняя Вольта Французская колония, получившая независимость 5 августа 1960 года | Верхняя Вольта Французская колония, получившая независимость 5 августа 1960 года | Президент                                | Морис Ямеого                             | 1960 год—1966 год                    |      |
| Флаг Габона                                      | Габон Французская колония, получившая независимость 17 августа 1960 года | Габон Французская колония, получившая независимость 17 августа 1960 года | Президент                                | Леон Мба                                 | 1960 год—1967 год                    |      |
| Флаг Габона                                      | Габон Французская колония, получившая независимость 17 августа 1960 года | Габон Французская колония, получившая независимость 17 августа 1960 года | Премьер-министр                          | Леон Мба                                 | 1960 год—1961 год                    |      |
| Флаг Ганы                                        | Гана с 1 июля 1960 года — Республика Гана | Гана с 1 июля 1960 года — Республика Гана | Королева                                 | Елизавета II                             | 1957 год—1960 год                    |      |
| Флаг Ганы                                        | Гана с 1 июля 1960 года — Республика Гана | Гана с 1 июля 1960 года — Республика Гана | Генерал-губернатор                       | Уильям Хар                               | 1957 год—1960 год                    |      |
| Флаг Ганы                                        | Гана с 1 июля 1960 года — Республика Гана | Гана с 1 июля 1960 года — Республика Гана | Президент                                | Кваме Нкрума                             | 1960 год—1966 год                    |      |
| Флаг Ганы                                        | Гана с 1 июля 1960 года — Республика Гана | Гана с 1 июля 1960 года — Республика Гана | Премьер-министр                          | Кваме Нкрума                             | 1957 год—1960 год                    |      |
| Флаг Гвинеи                                      | Гвинея | Гвинея | Президент                                | Ахмед Секу Туре                          | 1958 год—1984 год                    |      |
|                                                  | Дагомея Французская колония, получившая независимость 1 августа 1960 года | Дагомея Французская колония, получившая независимость 1 августа 1960 года | Президент                                | Кутуку Юбер Мага                         | 1960 год—1963 год 1970 год—1972 год  |      |
| Премьер-министр                                  | Дагомея Французская колония, получившая независимость 1 августа 1960 года | Дагомея Французская колония, получившая независимость 1 августа 1960 года | 1960 год                                 | Кутуку Юбер Мага                         |                                      |      |
|                                                  | Занзибар (протекторат Великобритании) | Занзибар (протекторат Великобритании) | Султан                                   | Халифа ибн Харуб Абдуллах ибн Халифа     | 1911 год—1960 год 1960 год—1963 год  |      |
|                                                  | Камерун Французская колония, получившая независимость 1 января 1960 года | Камерун Французская колония, получившая независимость 1 января 1960 года | Президент                                | Ахмаду Ахиджо                            | 1960 год—1982 год                    |      |
| Премьер-министр                                  | Камерун Французская колония, получившая независимость 1 января 1960 года | Камерун Французская колония, получившая независимость 1 января 1960 года | Ахмаду Ахиджо Шарль Ассале               | 1960 год 1960 год—1961 год               |                                      |      |
|                                                  | Катанга Провинция Республики Конго (Леопольдвиль), провозгласившая независимость 11 июля 1960 года. Самопровозглашённое государство, не признанное международным сообществом                                                                                     | Катанга Провинция Республики Конго (Леопольдвиль), провозгласившая независимость 11 июля 1960 года. Самопровозглашённое государство, не признанное международным сообществом                                                                                     | Президент                                | Моиз Чомбе                               | 1960 год—1963 год                    |      |
|                                                  | Конго (Конго-Браззавиль) Французская колония, получившая независимость 15 августа 1960 года | Конго (Конго-Браззавиль) Французская колония, получившая независимость 15 августа 1960 года | Президент                                | Фюльбер Юлу                              | 1960 год—1963 год                    |      |
|                                                  | Конго (Конго-Леопольдвиль) Бельгийская колония, получившая независимость 1 июля 1960 года | Конго (Конго-Леопольдвиль) Бельгийская колония, получившая независимость 1 июля 1960 года | Президент                                | Жозеф Касавубу                           | 1960 год—1965 год                    |      |
| Премьер-министр                                  | Конго (Конго-Леопольдвиль) Бельгийская колония, получившая независимость 1 июля 1960 года | Конго (Конго-Леопольдвиль) Бельгийская колония, получившая независимость 1 июля 1960 года | Патрис Лумумба Жозеф Илео                | 1960 год 1960 год, 1961 год              |                                      |      |
| Председатель Коллегии государственных комиссаров | Конго (Конго-Леопольдвиль) Бельгийская колония, получившая независимость 1 июля 1960 года | Конго (Конго-Леопольдвиль) Бельгийская колония, получившая независимость 1 июля 1960 года | Альберт Нделе Жан-Жюстен Мари Бомбоко    | 1960 год 1960 год—1961 год               |                                      |      |
|                                                  | Либерия | Либерия | Президент                                | Уильям Табмен                            | 1944 год—1971 год                    |      |
|                                                  | Ливия | Ливия | Король                                   | Идрис I                                  | 1951 год—1969 год                    |      |
| Премьер-министр                                  | Ливия | Ливия | Абдель Маджид Каабар Мухаммед Осман Саид | 1957 год—1960 год 1960 год—1963 год      |                                      |      |
|                                                  | Мавритания Французская колония, получившая независимость 28 ноября 1960 года | Мавритания Французская колония, получившая независимость 28 ноября 1960 года | Президент                                | Моктар ульд Дадда                        | 1960 год—1978 год                    |      |
| Премьер-министр                                  | Мавритания Французская колония, получившая независимость 28 ноября 1960 года | Мавритания Французская колония, получившая независимость 28 ноября 1960 года | 1960 год—1961 год                        | Моктар ульд Дадда                        |                                      |      |
| Флаг Мадагаскара                                 | Мадагаскар Французская колония, получившая независимость 26 июня 1960 года | Мадагаскар Французская колония, получившая независимость 26 июня 1960 года | Президент                                | Филибер Циранана                         | 1959 год—1972 год                    |      |
|                                                  | Мали Французская колония Суданская республика, в январе 1959 года присоединилась к Сенегалу, образовав Федерацию Мали, получившую независимость 20 июня 1960 года. 20 августа 1960 года вышла из Федерации Мали, 22 сентября сменила название на Республика Мали | Мали Французская колония Суданская республика, в январе 1959 года присоединилась к Сенегалу, образовав Федерацию Мали, получившую независимость 20 июня 1960 года. 20 августа 1960 года вышла из Федерации Мали, 22 сентября сменила название на Республика Мали | Президент                                | Модибо Кейта                             | 1960 год—1968 год                    |      |
| Премьер-министр                                  | Мали Французская колония Суданская республика, в январе 1959 года присоединилась к Сенегалу, образовав Федерацию Мали, получившую независимость 20 июня 1960 года. 20 августа 1960 года вышла из Федерации Мали, 22 сентября сменила название на Республика Мали | Мали Французская колония Суданская республика, в январе 1959 года присоединилась к Сенегалу, образовав Федерацию Мали, получившую независимость 20 июня 1960 года. 20 августа 1960 года вышла из Федерации Мали, 22 сентября сменила название на Республика Мали | 1960 год—1965 год                        | Модибо Кейта                             |                                      |      |
| Флаг Марокко                                     | Марокко | Марокко | Король                                   | Мухаммед V                               | 1957 год—1961 год                    |      |
| Флаг Марокко                                     | Марокко | Марокко | Премьер-министр                          | Абдалла Ибрагим Мухаммед V               | 1958 год—1960 год 1960 год—1961 год  |      |
| Флаг Нигера                                      | Нигер Французская колония, получившая независимость 3 августа 1960 года | Нигер Французская колония, получившая независимость 3 августа 1960 года | Президент                                | Амани Диори                              | 1960 год—1974 год                    |      |
| Флаг Нигерии                                     | Нигерия Британская колония, получившая независимость 1 октября 1960 года | Нигерия Британская колония, получившая независимость 1 октября 1960 года | Королева                                 | Елизавета II                             | 1960 год—1963 год                    |      |
| Флаг Нигерии                                     | Нигерия Британская колония, получившая независимость 1 октября 1960 года | Нигерия Британская колония, получившая независимость 1 октября 1960 года | Генерал-губернатор                       | Ннамди Азикиве                           | 1960 год—1963 год                    |      |
| Флаг Нигерии                                     | Нигерия Британская колония, получившая независимость 1 октября 1960 года | Нигерия Британская колония, получившая независимость 1 октября 1960 года | Премьер-министр                          | Абубакар Тафава Балева                   | 1960 год—1966 год                    |      |
|                                                  | Объединённая Арабская Республика | Объединённая Арабская Республика | Президент                                | Гамаль Абдель Насер                      | 1958 год—1970 год                    |      |
| Премьер-министр                                  | Объединённая Арабская Республика | Объединённая Арабская Республика | 1958 год—1962 год, 1967 год—1970 год     | Гамаль Абдель Насер                      |                                      |      |
|                                                  | Руанда (Подопечная территория ООН) | Руанда (Подопечная территория ООН) | мвами                                    | Кигели V                                 | 1959 год—1962 год                    |      |
|                                                  | Салум (c 1960 года протекторат Сенегала) | Салум (c 1960 года протекторат Сенегала) | маад                                     | Фоде Но Гуйе Диуф                        | 1935 год—1969 год                    |      |
|                                                  | Свазиленд (протекторат Великобритании) | Свазиленд (протекторат Великобритании) | нгвеньяма (король)                       | Собуза II                                | 1899 год—1982 год                    |      |
| Флаг Сенегала                                    | Сенегал Французская колония, в январе 1959 года объединилась с Французским Суданом (Мали), образовав Федерацию Мали, получившую независимость 20 июня 1960 года. 20 августа 1960 года вышла из Федерации Мали                                                    | Сенегал Французская колония, в январе 1959 года объединилась с Французским Суданом (Мали), образовав Федерацию Мали, получившую независимость 20 июня 1960 года. 20 августа 1960 года вышла из Федерации Мали                                                    | Президент                                | Леопольд Седар Сенгор                    | 1960 год—1980 год                    |      |
| Флаг Сенегала                                    | Сенегал Французская колония, в январе 1959 года объединилась с Французским Суданом (Мали), образовав Федерацию Мали, получившую независимость 20 июня 1960 года. 20 августа 1960 года вышла из Федерации Мали                                                    | Сенегал Французская колония, в январе 1959 года объединилась с Французским Суданом (Мали), образовав Федерацию Мали, получившую независимость 20 июня 1960 года. 20 августа 1960 года вышла из Федерации Мали                                                    | Премьер-министр                          | Мамаду Диа                               | 1960 год—1962 год                    |      |
| Флаг Сомали                                      | Сомали Образована 1 июля 1960 года объединением колоний Итальянское Сомали и Британское Сомали (Сомалиленд), в тот же день получила независимость | Сомали Образована 1 июля 1960 года объединением колоний Итальянское Сомали и Британское Сомали (Сомалиленд), в тот же день получила независимость | Президент                                | Аден Абдулла Осман Даар                  | 1960 год—1967 год                    |      |
| Флаг Сомали                                      | Сомали Образована 1 июля 1960 года объединением колоний Итальянское Сомали и Британское Сомали (Сомалиленд), в тот же день получила независимость | Сомали Образована 1 июля 1960 года объединением колоний Итальянское Сомали и Британское Сомали (Сомалиленд), в тот же день получила независимость | Премьер-министр                          | Мохамед Хаджи Эгаль Абдирашид Али Шермак | 1960 год 1960 год—1964 год           |      |
|                                                  | Судан | Судан | Президент                                | Ибрахим Аббуд                            | 1958 год—1964 год                    |      |
| Премьер-министр                                  | Судан | Судан | 1958 год—1964 год                        | Ибрахим Аббуд                            |                                      |      |
| Флаг Того                                        | Того Французская колония, получившая независимость 27 апреля 1960 года | Того Французская колония, получившая независимость 27 апреля 1960 года | Президент                                | Силванус Олимпио                         | 1960 год—1963 год                    |      |
| Флаг Того                                        | Того Французская колония, получившая независимость 27 апреля 1960 года | Того Французская колония, получившая независимость 27 апреля 1960 года | Премьер-министр                          | Силванус Олимпио                         | 1960 год—1961 год                    |      |
|                                                  | Тунис | Тунис | Президент                                | Хабиб Бургиба                            | 1957 год—1987 год                    |      |
|                                                  | Центральноафриканская Республика Французская колония, получившая независимость 13 августа 1960 года | Центральноафриканская Республика Французская колония, получившая независимость 13 августа 1960 года | Президент                                | Давид Дако                               | 1960 год—1966 год, 1979 год—1981 год |      |
| Флаг Чада                                        | Чад Французская колония, получившая независимость 11 августа 1960 года | Чад Французская колония, получившая независимость 11 августа 1960 года | Президент                                | Франсуа Томбалбай                        | 1960 год—1975 год                    |      |
| Флаг Чада                                        | Чад Французская колония, получившая независимость 11 августа 1960 года | Чад Французская колония, получившая независимость 11 августа 1960 года | Премьер-министр                          | Франсуа Томбалбай                        | 1959 год—1975 год                    |      |
|                                                  | Эфиопия | Эфиопия | Император                                | Хайле Селассие                           | 1930 год—1936 год, 1941 год—1974 год |      |
| Премьер-министр                                  | Эфиопия | Эфиопия | Абебе Арегаи Имру Хайле Селассие         | 1957 год—1960 год                        |                                      |      |
|                                                  | Южно-Африканский Союз | Южно-Африканский Союз | Королева                                 | Елизавета II                             | 1952 год—1961 год                    |      |
| Генерал-губернатор                               | Южно-Африканский Союз | Южно-Африканский Союз | Чарльз Роббертс Сварт                    | 1959 год—1961 год                        |                                      |      |
| Премьер-министр                                  | Южно-Африканский Союз | Южно-Африканский Союз | Хендрик Фервурд                          | 1958 год—1966 год                        |                                      |      |
|                                                  | Южное Касаи Провинция Республики Конго (Леопольдвиль), провозгласившая независимость 8 августа 1960 года. Самопровозглашённое государство, не признанное международным сообществом                                                                               | Южное Касаи Провинция Республики Конго (Леопольдвиль), провозгласившая независимость 8 августа 1960 года. Самопровозглашённое государство, не признанное международным сообществом                                                                               | Президент                                | Альбер Калонджи                          | 1960 год—1961 год                    |      |

## Европа
| Флаг                                                          | Страна                                    | Страна                                    | Должность                                                            | Имя | Начало и конец срока                                                                                    | Фото |
| ------------------------------------------------------------- | ----------------------------------------- | ----------------------------------------- | -------------------------------------------------------------------- | --- | --- | ---- |
| Флаг Австрии                                                  | Австрия                                   | Австрия                                   | Федеральный президент                                                | Адольф Шерф | 1957 год—1965 год                                                                                       |      |
| Флаг Австрии                                                  | Австрия                                   | Австрия                                   | Федеральный канцлер                                                  | Юлиус Рааб | 1953 год—1961 год                                                                                       |      |
|                                                               | Албания                                   | Албания                                   | Первый секретарь Центрального Комитета                               | Энвер Ходжа | 1941 год—1985 год                                                                                       |      |
| Председатель Президиума Народного собрания                    | Албания                                   | Албания                                   | Хаджи Леши                                                           | 1953 год—1982 год | |      |
| Председатель Совета министров                                 | Албания                                   | Албания                                   | Мехмет Шеху                                                          | 1954 год—1981 год | |      |
| Флаг Андорры                                                  | Андорра                                   | Андорра                                   | Соправители                                                          | Шарль Де Голль Президент Французской Республики                                                                               | 1959 год—1969 год                                                                                       |      |
| Флаг Андорры                                                  | Андорра                                   | Андорра                                   | Соправители                                                          | Рамон Иглеисас-и-Навори Епископ Урхельский                                                                                    | 1943 год—1969 год                                                                                       |      |
| Флаг Бельгии                                                  | Бельгия                                   | Бельгия                                   | Король                                                               | Бодуэн | 1951 год—1993 год                                                                                       |      |
| Флаг Бельгии                                                  | Бельгия                                   | Бельгия                                   | Премьер-министр                                                      | Гастон Эйскенс | 1949 год—1950 год, 1958 год—1961 год, 1968 год—1973 год                                                 |      |
|                                                               | Народная Республика Болгария              | Народная Республика Болгария              | Генеральный (Первый) секретарь ЦК Болгарской коммунистической партии | Тодор Живков | 1954 год—1989 год                                                                                       |      |
| Председатель Президиума Народного собрания                    | Народная Республика Болгария              | Народная Республика Болгария              | Димитр Ганев                                                         | 1958 год—1964 год | |      |
| Председатель Совета министров                                 | Народная Республика Болгария              | Народная Республика Болгария              | Антон Югов                                                           | 1956 год—1962 год | |      |
| Флаг Ватикана                                                 | Ватикан                                   | Ватикан                                   | Папа                                                                 | Иоанн XXIII | 1958 год—1963 год                                                                                       |      |
| Флаг Ватикана                                                 | Ватикан                                   | Ватикан                                   | Государственный секретарь                                            | кардинал Доменико Тардини | 1958 год—1961 год                                                                                       |      |
|                                                               | Великобритания                            | Великобритания                            | Королева                                                             | Елизавета II | 1952 год—2022 год                                                                                       |      |
| Премьер-министр                                               | Великобритания                            | Великобритания                            | Гарольд Макмиллан                                                    | 1957 год—1963 год | |      |
| Флаг Венгрии                                                  | Венгерская Народная Республика            | Венгерская Народная Республика            | Генеральный секретарь ЦК Венгерской социалистической рабочей партии  | Янош Кадар | 1956 год—1988 год                                                                                       |      |
| Флаг Венгрии                                                  | Венгерская Народная Республика            | Венгерская Народная Республика            | Председатель Президиума Венгерской Народной Республики               | Иштван Доби | 1952 год—1967 год                                                                                       |      |
| Флаг Венгрии                                                  | Венгерская Народная Республика            | Венгерская Народная Республика            | Председатель Совета министров                                        | Ференц Мюнних | 1958 год—1961 год                                                                                       |      |
|                                                               | Германская Демократическая Республика     | Германская Демократическая Республика     | Генеральный секретарь ЦК Социалистической единой партия Германии     | Вальтер Ульбрихт | 1950 год—1971 год                                                                                       |      |
| Президент                                                     | Германская Демократическая Республика     | Германская Демократическая Республика     | Вильгельм Пик Иоганнес Дикман (и. о.)                                | 1949 год—1960 год (1949 год, 1960 год)                                                                                        | |      |
| Председатель Государственного совета                          | Германская Демократическая Республика     | Германская Демократическая Республика     | Вальтер Ульбрихт                                                     | 1960 год—1973 год | |      |
| Председатель правительства                                    | Германская Демократическая Республика     | Германская Демократическая Республика     | Отто Гротеволь                                                       | 1949 год—1964 год | |      |
|                                                               | Греция                                    | Греция                                    | Король                                                               | Павел I | 1947 год—1964 год                                                                                       |      |
| Премьер-министр                                               | Греция                                    | Греция                                    | Константинос Караманлис                                              | 1955 год—1958 год, 1958 год—1961 год, 1961 год—1963 год, 1974 год—1980 год                                                    | |      |
| Флаг Дании                                                    | Дания                                     | Дания                                     | Король                                                               | Фредерик IX | 1947 год—1972 год                                                                                       |      |
| Флаг Дании                                                    | Дания                                     | Дания                                     | Премьер-министр                                                      | Ханс Кристиан Хансен Вигго Кампманн                                                                                           | 1955 год—1960 год 1960 год—1962 год                                                                     |      |
| Флаг Ирландии                                                 | Ирландия                                  | Ирландия                                  | Президент                                                            | Имон де Валера | 1959 год—1973 год                                                                                       |      |
| Флаг Ирландии                                                 | Ирландия                                  | Ирландия                                  | Премьер-министр (тишек)                                              | Шон Лемассн | 1959 год—1966 год                                                                                       |      |
| Флаг Исландии                                                 | Исландия                                  | Исландия                                  | Президент                                                            | Аусгейр Аусгейрссон | 1952 год—1968 год                                                                                       |      |
| Флаг Исландии                                                 | Исландия                                  | Исландия                                  | Премьер-министр                                                      | Оулавюр Триггвасон Торс | 1942 год, 1944 год—1947 год, 1949 год—1950 год, 1953 год—1956 год, 1959 год—1961 год, 1962 год—1963 год |      |
|                                                               | Испания                                   | Испания                                   | Каудильо                                                             | Франсиско Франко | 1936 год—1975 год                                                                                       |      |
| Премьер-министр                                               | Испания                                   | Испания                                   | 1938 год—1973 год                                                    | Франсиско Франко | |      |
|                                                               | Италия                                    | Италия                                    | Президент                                                            | Джованни Гронки | 1955 год—1962 год                                                                                       |      |
| Премьер-министр                                               | Италия                                    | Италия                                    | Антонио Сеньи Фернандо Тамброни Аминторе Фанфани                     | (1955 год—1957 год, 1959 год—1960 год) 1960 год (1954 год, 1958 год—1959 год, 1960 год—1963 год, 1982 год—1983 год, 1987 год) | |      |
|                                                               | Лихтенштейн                               | Лихтенштейн                               | Князь                                                                | Франц Иосиф II | 1938 год—1989 год                                                                                       |      |
| Премьер-министр                                               | Лихтенштейн                               | Лихтенштейн                               | Александр Фрик                                                       | 1945 год—1962 год | |      |
| Флаг Люксембурга                                              | Люксембург                                | Люксембург                                | Великая герцогиня                                                    | Шарлотта | 1919 год—1964 год                                                                                       |      |
| Флаг Люксембурга                                              | Люксембург                                | Люксембург                                | Премьер-министр                                                      | Пьер Вернер | 1959 год—1974 год, 1979 год—1984 год                                                                    |      |
| Флаг Монако                                                   | Монако                                    | Монако                                    | Князь                                                                | Ренье III | 1949 год—2005 год                                                                                       |      |
| Флаг Монако                                                   | Монако                                    | Монако                                    | Премьер-министр                                                      | Эмиль Пеллетье | 1959 год—1962 год                                                                                       |      |
| Флаг Нидерландов                                              | Нидерланды                                | Нидерланды                                | Королева                                                             | Юлиана | 1948 год—1980 год                                                                                       |      |
| Флаг Нидерландов                                              | Нидерланды                                | Нидерланды                                | Премьер-министр                                                      | Ян Де Квай | 1959 год—1963 год                                                                                       |      |
| Флаг Норвегии                                                 | Норвегия                                  | Норвегия                                  | Король                                                               | Улаф V | 1957 год—1991 год                                                                                       |      |
| Флаг Норвегии                                                 | Норвегия                                  | Норвегия                                  | Премьер-министр                                                      | Эйнар Герхардсен | 1945 год—1951 год, 1955 год—1963 год, 1963 год—1965 год                                                 |      |
| Флаг Польши                                                   | Польская Народная Республика              | Польская Народная Республика              | Председатель ЦК Польской объединенной рабочей партии                 | Владислав Гомулка | 1956 год—1970 год                                                                                       |      |
| Флаг Польши                                                   | Польская Народная Республика              | Польская Народная Республика              | Председатель Государственного совета                                 | Александр Завадский | 1952 год—1964 год                                                                                       |      |
| Флаг Польши                                                   | Польская Народная Республика              | Польская Народная Республика              | Председатель Совета министров                                        | Юзеф Циранкевич | 1954 год—1970 год                                                                                       |      |
|                                                               | Португалия                                | Португалия                                | Президент                                                            | Америку де Деуш Томаш | 1958 год—1974 год                                                                                       |      |
| Премьер-министр                                               | Португалия                                | Португалия                                | Антониу ди Салазар                                                   | 1932 год—1968 год | |      |
|                                                               | Румынская Народная Республика             | Румынская Народная Республика             | Генеральный (первый) секретарь ЦК Румынской коммунистической партии  | Георге Георгиу-Деж | 1944 год—1954 год, 1955 год—1965 год                                                                    |      |
| Председатель Президиума Великого национального собрания       | Румынская Народная Республика             | Румынская Народная Республика             | Ион Георге Маурер                                                    | 1958 год—1961 год | |      |
| Премьер-министр                                               | Румынская Народная Республика             | Румынская Народная Республика             | Киву Стойка                                                          | 1955 год—1961 год | |      |
| Флаг Сан-Марино                                               | Сан-Марино                                | Сан-Марино                                | Капитаны-регенты                                                     | Джузеппе Форчеллини и Ферруччо Пива Альваро Касали и Джино Вануччи Эудженио Реффи и Пьетро Джанчекки                          | 1959 год—1960 год 1960 год 1960 год—1961 год                                                            |      |
|                                                               | Союз Советских Социалистических Республик | Союз Советских Социалистических Республик | Первый секретарь ЦК КПСС                                             | Никита Хрущёв | 1953 год—1964 год                                                                                       |      |
| Председатель Совета министров                                 | Союз Советских Социалистических Республик | Союз Советских Социалистических Республик | 1958 год—1964 год                                                    | Никита Хрущёв | |      |
| Председатель Президиума Верховного Совета СССР                | Союз Советских Социалистических Республик | Союз Советских Социалистических Республик | Климент Ворошилов Леонид Брежнев                                     | 1953 год—1960 год (1960 год—1964 год, 1977 год—1982 год)                                                                      | |      |
|                                                               | Федеративная Республика Германии          | Федеративная Республика Германии          | Федеральный президент                                                | Генрих Любке | 1959 год—1969 год                                                                                       |      |
| Федеральный канцлер                                           | Федеративная Республика Германии          | Федеративная Республика Германии          | Конрад Аденауэр                                                      | 1949 год—1963 год | |      |
|                                                               | Финляндия                                 | Финляндия                                 | Президент                                                            | Урхо Калева Кекконен | 1956 год—1982 год                                                                                       |      |
| Премьер-министр                                               | Финляндия                                 | Финляндия                                 | Виено Сукселайнен                                                    | 1957 год, 1959 год—1961 год                                                                                                   | |      |
|                                                               | Франция                                   | Франция                                   | Президент                                                            | Шарль де Голль | 1959 год—1969 год                                                                                       |      |
| Премьер-министр                                               | Франция                                   | Франция                                   | Мишель Дебре                                                         | 1959 год—1962 год | |      |
|                                                               | Чехословацкая Социалистическая Республика | Чехословацкая Социалистическая Республика | Президент                                                            | Антонин Новотный | 1957 год—1968 год                                                                                       |      |
| Генеральный секретарь ЦК Коммунистической партии Чехословакии | Чехословацкая Социалистическая Республика | Чехословацкая Социалистическая Республика | Антонин Новотный                                                     | 1953 год—1968 год | |      |
| Премьер-министр                                               | Чехословацкая Социалистическая Республика | Чехословацкая Социалистическая Республика | Вильям Широкий                                                       | 1953 год—1963 год | |      |
| Флаг Швейцарии                                                | Швейцария                                 | Швейцария                                 | Президент                                                            | Макс Птипьер | 1950 год, 1955 год, 1960 год                                                                            |      |
|                                                               | Швеция                                    | Швеция                                    | Король                                                               | Густав VI Адольф | 1950 год—1973 год                                                                                       |      |
| Премьер-министр                                               | Швеция                                    | Швеция                                    | Таге Фритьоф Эрландер                                                | 1946 год—1969 год | |      |
|                                                               | Югославия                                 | Югославия                                 | Генеральный секретарь Центрального Комитета                          | Иосип Броз Тито | 1945 год—1980 год                                                                                       |      |
| Президент                                                     | Югославия                                 | Югославия                                 | 1953 год—1980 год                                                    | Иосип Броз Тито | |      |
| Председатель Правительства                                    | Югославия                                 | Югославия                                 | 1945 год—1963 год                                                    | Иосип Броз Тито | |      |

## Океания
| Флаг                | Страна                             | Должность          | Имя                         | Начало и конец срока                            | Фото |
| ------------------- | ---------------------------------- | ------------------ | --------------------------- | ----------------------------------------------- | ---- |
| Флаг Австралии      | Австралия                          | Королева           | Елизавета II                | 1952 год—2022 год                               |      |
| Флаг Австралии      | Австралия                          | Генерал-губернатор | Уильям Слим Уильям Моррисон | 1953 год—1960 год 1960 год—1961 год             |      |
| Флаг Австралии      | Австралия                          | Премьер-министр    | Роберт Мензис               | 1939 год—1941 год, 1949 год—1966 год            |      |
| Флаг Новой Зеландии | Новая Зеландия                     | Королева           | Елизавета II                | 1952 год—2022 год                               |      |
| Флаг Новой Зеландии | Новая Зеландия                     | Генерал-губернатор | Чарльз Джон Литтелтон       | 1957 год—1962 год                               |      |
| Флаг Новой Зеландии | Новая Зеландия                     | Премьер-министр    | Уолтер Нэш Кит Холиок       | 1957 год—1960 год (1957 год, 1960 год—1972 год) |      |
| Флаг Тонги          | Тонга (протекторат Великобритании) | Королева           | Салоте Тупоу III            | 1918 год—1965 год                               |      |
| Флаг Тонги          | Тонга (протекторат Великобритании) | Премьер            | Тауфа’ахау Тупоулахи        | 1949 год—1965 год                               |      |

## Северная и Центральная Америка
| Флаг                          | Страна                    | Должность        | Имя                                            | Начало и конец срока                                                        | Фото |
| ----------------------------- | ------------------------- | ---------------- | ---------------------------------------------- | --------------------------------------------------------------------------- | ---- |
|                               | Гаити                     | Президент        | Франсуа Дювалье                                | 1957 год—1971 год                                                           |      |
| Флаг Гватемалы                | Гватемала                 | Президент        | Хосе Мигель Идигорас Фуэнтес                   | 1958 год—1963 год                                                           |      |
| Флаг Гондураса                | Гондурас                  | Президент        | Рамон Вильеда Моралес                          | 1957 год—1963 год                                                           |      |
| Флаг Доминиканской Республики | Доминиканская Республика  | Президент        | Эктор Трухильо Хоакин Балагер                  | 1952 год—1960 год (1960 год—1962 год, 1966 год—1978 год, 1986 год—1996 год) |      |
|                               | Канада                    | Королева         | Елизавета II                                   | 1952 год—2022 год                                                           |      |
| Генерал-губернатор            | Канада                    | Жорж Ванье       | 1959 год—1967 год                              |                                                                             |      |
| Премьер-министр               | Канада                    | Джон Дифенбейкер | 1957 год—1963 год                              |                                                                             |      |
|                               | Коста-Рика                | Президент        | Марио Эчанди Хименес                           | 1958 год—1962 год                                                           |      |
|                               | Куба                      | Президент        | Освальд Дортикос Торрадо                       | 1959 год—1976 год                                                           |      |
| Премьер-министр               | Куба                      | Фидель Кастро    | 1959 год—2008 год                              |                                                                             |      |
|                               | Мексика                   | Президент        | Адольфо Лопес Матеос                           | 1958 год—1964 год                                                           |      |
|                               | Никарагуа                 | Президент        | Луис Сомоса Дебайле                            | 1956 год—1963 год                                                           |      |
|                               | Панама                    | Президент        | Эрнесто де ла Гуардиа Роберто Чиари Ремон      | 1956 год—1960 год (1949 год, 1960 год—1964 год)                             |      |
| Флаг Сальвадора               | Сальвадор                 | Президент        | Хосе Мария Лемус Лопес Правительственная хунта | 1956 год—1960 год 1960 год—1961 год                                         |      |
| Флаг США                      | Соединённые Штаты Америки | Президент        | Дуайт Дэвид Эйзенхауэр                         | 1953 год—1961 год                                                           |      |

## Южная Америка
| Флаг           | Страна    | Должность                                         | Имя                                            | Начало и конец срока                                                                                              | Фото |
| -------------- | --------- | ------------------------------------------------- | ---------------------------------------------- | --- | ---- |
| Флаг Аргентины | Аргентина | Президент                                         | Артуро Фрондиси                                | 1958 год—1962 год                                                                                                 |      |
| Флаг Боливии   | Боливия   | Президент                                         | Эрнан Силес Суасо Виктор Пас Эстенссоро        | (1952 год, 1956 год—1960 год, 1982 год—1985 год) (1952 год—1956 год, 1960 год—1964 год, 1985 год—1989 год)        |      |
|                | Бразилия  | Президент                                         | Жуселину Кубичек де Оливейра                   | 1956 год—1961 год                                                                                                 |      |
|                | Венесуэла | Президент                                         | Ромуло Бетанкур                                | 1945 год—1948 год, 1959 год—1964 год                                                                              |      |
| Флаг Колумбии  | Колумбия  | Президент                                         | Альберто Льерас Камарго                        | 1945 год—1946 год, 1958 год—1962 год                                                                              |      |
|                | Парагвай  | Президент                                         | Альфредо Стресснер                             | 1954 год—1989 год                                                                                                 |      |
| Флаг Перу      | Перу      | Президент                                         | Мануэль Прадо-и-Угартече                       | 1939 год—1945 год, 1956 год—1962 год                                                                              |      |
| Флаг Перу      | Перу      | Председатель Совета министров                     | Педро Бельтран Эспантосо                       | 1959 год—1961 год                                                                                                 |      |
| Флаг Уругвая   | Уругвай   | Президент Национального правительственного совета | Мартин Эчегоен Бенито Нардоне                  | 1959 год—1960 год 1960 год—1961 год                                                                               |      |
| Флаг Чили      | Чили      | Президент                                         | Хорхе Алессандри Родригес                      | 1958 год—1964 год                                                                                                 |      |
| Флаг Эквадора  | Эквадор   | Президент                                         | Камило Понсе Энрикес Хосе Мария Веласко Ибарра | 1956 год—1960 год (1934 год—1935 год, 1944 год—1947 год, 1952 год—1956 год, 1960 год—1961 год, 1968 год—1972 год) |      |

## Комментарии
1. ↑  Военный, генерал-лейтенант. Ушёл в отставку после проведения парламентских выборов.
2. ↑  Возглавляемая им партия АЛНС одержала победу на парламентских выборах.
3. ↑  Погиб 29 августа при взрыве бомбы в резиденции премьер-министра через несколько минут после её посещения королём Хусейном.
4. ↑  Юрист, бывший председатель Апелляционного суда. Занимал пост министра внутренних дел.
5. ↑  Правительство ушло в отставку 29 августа после обвинений в махинациях на выборах в меджлис и отмены их результатов.
6. ↑  Сенатор, с 1957 года — министр промышленности и рудников.
7. ↑  Скончался 3 апреля 1960 года в Пномпене в возрасте 64 лет от сердечной недостаточности.
8. ↑  Новое государственное устройство и назначение парламентом Сианука главой государства утверждены на референдуме 5 июня 1960 года.
9. ↑  28 октября 1960 года он отрёкся от престола в пользу сына Ахмада бин Али Аль-Тани.
10. ↑  Председатель Королевского совета. Сформировал внепартийный кабинет. Ушёл в отставку после проведения парламентских выборов 24 апреля и 8 мая 1960 года.
11. ↑  Сформировал кабинет при поддержке парламента. Свергнут в ходе военного переворота 9 августа 1960 года, 14 августа официально подал королю прошение об отставке.
12. ↑  Принц, неоднократно занимал пост премьер-министра. Правительство утверждено королём 29 августа, парламентом — 30 августа. Покинул Вьентьян 9 декабря 1960 года после попытки переворота полковника Купрасита Абхая, передав власть армии. В Камбодже заявил, что остаётся премьер-министром.
13. ↑  С 10 сентября 1960 года глава революционного правительства в Саваннакхете. Его силы установили контроль над Вьентьяном в ходе боёв 11-17 декабря, после чего правительство Бун Ума было утверждено королём и парламентом.
14. ↑  Скончался 1 апреля 1960 года в Куала-Лумпуре.
15. ↑  Султан Селангора. Скончался 1 сентября 1960 года в Куала-Лумпуре.
16. ↑  Султан Перлиса.
17. ↑  Смещён в ходе осуществлённого королём переворота 15 ноября 1960 года, арестован.
18. ↑  После королевского переворота в декабре 1960 года стал премьер-министром в период диктатуры короля Махендры.
19. ↑  Смещён в ходе военного переворота 27 мая 1960 года. Арестован, предан суду, приговорён к смертной казни, заменённой пожизненным тюремным заключением. В 1964 году был освобождён, в 1966 году реабилитирован. Отошёл от политтиики, скончался в 1986 году в возрасте 103 лет.
20. ↑  Смещён в ходе военного переворота 27 мая 1960 года. Арестован, предан суду, приговорён к смертной казни. Повешен в 1961 году.
21. ↑  Военный, генерал армии, командующий сухопутными силами. Председатель Комитета национального единства, возглавившего переворот 27 мая. 28 мая 1960 года объявлен главой государства до избрания президента в 1961 году.
22. ↑  Оставил пост 21 марта 1960 года после поражения Партии свободы и созданной им Демократической партии на парламентских выборах 19 марта 1960 года. В дальнейшем перешёл в оппозицию Партии свободы, занимал посты министра внутренних дел (1965—1970) и министра кооперативов (1986—1988) в правительствах Объединённой национальной партии. Скончался в 1997 году.
23. ↑  Лидер Объединённой национальной партии, победившей на парламентских выборах 19 марта. Ушёл в отставку после получения вотума недоверия в парламенте и поражения партии на внеочередных парламентских выборах 20 июля 1960 года.
24. ↑  Вдова убитого в 1959 году премьер-министра Соломона Бандаранаике, лидер победившей на выборах 20 июля Партии свободы.
25. ↑  15 марта 1960 года переизбран на четвёртый президентский срок. Свергнут в ходе народных выступлений против фальсификации выборов. Подал в отставку 27 апреля и назначил временное правительство Хо Чжона. Отставка принята Национальным собранием 3 мая. 29 мая вылетел в США, скончался в Гонолулу в 1965 году.
26. ↑  Министр иностранных дел и политический советник президента. 26 апреля назначен главой временного правительства, вступил на пост 3 мая, одновременно исполнял обязанности президента.
27. ↑  Избран президентом 13 августа 1960 года членами Палаты общин и Сената.
28. ↑  Должность упразднена 28 ноября 1954 года, восстановлена 15 июня 1960 года.
29. ↑  Подал в отставку на волне общественного недовольства заключением Договора о взаимодействии и безопасности с США. До 1979 года активно влиял на политику правящей партии. Скончался в 1987 году.
30. ↑  Юрист, экономист, сделал карьеру в министерстве финансов. Министр внешней торговли и промышленности в кабинете Н.Киси.
31. ↑  Премьер-министр автономии с 1959 года. До 3 ноября 1960 года официально именовался главой государства
32. ↑  Премьер-министр Автономной Габонской Республики с 28 ноября 1959 года. Стал главой государства после обретения независимости от Франции 17 августа 1960 года и первым президентом Габона после выборов 1961 года.
33. ↑  Пост упразднён в связи с провозглашением Ганы республикой.
34. ↑  Избран президентом в результате всеобщих выборов 27 апреля 1960 года.
35. ↑  Пост упразднён.
36. ↑  Премьер-министр автономной Республики Дагомея с 1959 года. 1 августа 1960 года провозглашён парламентом главой государства. Одержал победу на президентских выборах 11 декабря 1960 года.
37. ↑  Скончался 9 октября 1960 года.
38. ↑  Сын султана Халифы ибн Харуба.
39. ↑  До 5 мая 1960 года — глава государства.
40. ↑  11 июля 1960 объявил об отделении независимой Катанги от Республики Конго. В Государстве Катанга занял пост президента.
41. ↑  Премьер-министр Автономной Республики Конго с 8 декабря 1958 года по 21 ноября 1959 года.
42. ↑  Избран парламентом 24 июня 1960 года.
43. ↑  Избран парламентом 24 июня 1960 года. 5 сентября 1960 года смещён с поста президентом, арестован, но не признал смещения. Бежал, был схвачен, выдан властям Катанги и убит в январе 1961 года.
44. ↑  Назначен президентом Ж.Касавубу вместо смещённого П.Лумумбы.
45. ↑  Назначен на пост королём. До этого занимал ряд министерских постов, в том числе министра финансов.
46. ↑  Премьер-министр и исполняющий обязанности президента, после выборов, прошедших в августе 1961 года, был избран президентом.
47. ↑  Пост упразднен 20 августа 1961 года.
48. ↑  Лидер Социал-демократической партии, глава правительства Автономной Малагасийской Республики с 1958 года, президент Автономии с 1959 года.
49. ↑  Избран президентом 22 сентября 1960 года решением Чрезвычайного съезда партии Суданский союз.
50. ↑  20 мая 1960 года ввёл прямое королевское правление и лично возглавил правительство.
51. ↑  Премьер-министр Автономной Республики Нигер с 18 декабря 1858. Избран президентом парламентом 9 ноября 1960 года.
52. ↑  В 1957 году он был избран премьер-министром коалиционного правительства и сохранил это пост в 1960 году, когда Нигерия обрела независимость.
53. ↑  До 20 августа 1960 года — президент Федерации Мали. В сентябре 1960 года стал первым президентом получившего независимость Сенегала.
54. ↑  Первый премьер-министр Сомалиленда. 1 июля 1960 года государство Сомалиленд объединилось с бывшей Итальянским Сомали в единое государство Сомали, и он был назначен первым премьер-министром объединённого государства.
55. ↑  Премьер-министр Автономной Республики Того с 1958 года. После получения независимости как действующий премьер-министр стал главой государства.
56. ↑  В марте 1959 г. стал главой переходного правительства, а с 14 августа 1960 г. первым президентом независимой Центральноафриканской Республики.
57. ↑  С 11 августа 1960 года — Президент независимой Республики Чад.
58. ↑  С 26 марта 1959 года Премьер-министр Автономной Республики Чад в составе Французского сообщества.
59. ↑  13 декабря 1960 года, когда Хайле Селассийе находился с визитом в Бразилии, он был объявлен низложенным восставшей дворцовой гвардией. Новым императором был провозглашён его сын Асфа Воссен. 15 декабря мятеж был подавлен, его руководитель, бригадный генерал Менгисту Невай, — арестован и казнён в марте 1961 года.
60. ↑  Смешён военными во главе с генералом Менгисту Неваем вечером 13 декабря 1969 года, арестован. Погиб 17 декабря во время штурма армией дворца Джаниетта Леал.
61. ↑  Двоюродный брат императора, принц-регент в 1936 году. Назначен военными, после подавления мятежа остался доверенным лицом императора. Скончался в 1980 году и был похоронен революционными властями Эфиопии с королевскими почестями.
62. ↑  Провозгласил независимость Южного Касаи, стал её президентом.
63. ↑  В марте 1956 года по состоянию здоровья в основном отошёл от государственной деятельности. Скончался 7 сентября 1960 года в своей резиденции в Нидершёнхаузене в возрасте 84 лет. Четырёхлетний срок президентских полномочий завершался 7 октября 1961 года.
64. ↑  Исполнял обязанности президента с 6 по 12 сентября 1960 года после смерти В.Пика. 12 сентября пост президента ГДР был упразднён.
65. ↑  Пост учреждён. В.Ульбрихт совместил посты лидера партии и главы государства.
66. ↑  Скончался от рака в Копенгагене 19 февраля 1960 года.
67. ↑  Министр финансов. Сменил скончавшегося Х.Хансена на постах премьер-министра и лидера Социал-демократической партии.
68. ↑  Подал в отставку 25 февраля 1960 года в связи с экономическими трудностями в преддверии проведения Олимпиады в Риме (август 1960 года).
69. ↑  Христианский демократ, юрист, депутат, занимал пост министра внутренних дел. Сформировал однопартийное правительство при поддержке ультраправых. Из-за сложностей в парламентской коалиции 11 апреля подал в отставку, но 29 апреля кабинет был утверждён Сенатом. Подал в отставку 19 июля 1960 года после скандала с проведением съезда неофашистского Итальянского социального движения в Генуе и провала при голосовании по бюджету. Отошёл от политики, скончался в 1963 году.
70. ↑  Христианский демократ. Занимал пост премьер-министра в 1954, 1958—1959 годах. Сформировал коалиционное правительство с участием социал-демократов и республиканцев.
71. ↑  Маршал Советского Союза. По официальной версии подал в отставку по состоянию здоровья. В 1961 году подвергнут критике на XXII съезде КПСС. Скончался в 1969 году.
72. ↑  Секретарь ЦК КПСС, член Президиума ЦК КПСС. Избран на заключительном заседании 5-й сессии Верховного Совета СССР пятого созыва.
73. ↑  Военный, фельдмаршал. После отставки занимал пост констебля и губернатора Виндзорского замка. Скончался в 1970 году.
74. ↑  Один из лидеров британских консерваторов, неоднократно занимал министерские посты, был спикером Палаты общин. В 1959 году вышел на пенсию по состоянию здоровья.
75. ↑  Лидер Националистической партии, победившей на парламентских выборах. Премьер-министр в 1957 году.
76. ↑  Брат диктатора Рафаэля Трухильо. Подал в отставку по состоянию здоровья в условиях политической нестабильности.
77. ↑  Юрист, дипломат, министр иностранных дел. С 1957 года — вице-президент. Занял пост после отставки Эктора Трухильо.
78. ↑  Свергнут в ходе военного переворота 26 октября 1960 года.
79. ↑  Истёк четырёхлетний срок президентских полномочий. В дальнейшем перешёл в оппозицию В.Пас Эстенссоро.
80. ↑  Лидер Боливийской революции 1952 года, президент в 1952—1956 годах. Победил на президентских выборах 5 июня 1960 года. Срок полномочий — до 6 августа 1964 года.